# Moon Society
La Moon Society és una organització de defensa espacial, fundada el 2000 i dedicada a la promoció de l'exploració a gran escala humana, la investigació, i la colonització de la Lluna. Els objectius de la Societat són:
- La creació d'una civilització amb capacitat espacial que establirà les comunitats a la Lluna; promoció de la industrialització a gran escala i l'empresa privada a la Lluna;
- La promoció de l'interès en l'exploració, investigació, el desenvolupament, i l'habitabilitat de la Lluna, a través de conferències de mitjans de comunicació, la premsa, biblioteca i exhibició museística, i altres mitjans literaris i educatius;
- El suport, pel finançament o no, de beques, biblioteques, museus i altres mitjans per promoure l'estudi de la Lluna i les tecnologies connexes;
- L'estimulació de la promoció i el desenvolupament d'aplicacions d'espai i les tecnologies relacionades, el foment del desenvolupament empresarial d'aquests, i promoure la transferència de tecnologia des de l'espai a la Terra;
- La unió de persones del govern, la indústria, les institucions educatives, universitats, la premsa pública i altres àmbits de la vida per a l'intercanvi d'informació sobre la Lluna;
- Promoure la col·laboració entre diferents societats i grups interessats en el desenvolupament i utilització de la Lluna;
- Informar el públic en general sobre qüestions relacionades amb la Lluna, i;
- El subministrament de reconeixement adequat i l'honor de les persones i organitzacions que han contribuït a l'avanç de l'exploració espacial, la investigació, el desenvolupament, i la casa de la Lluna, així com els avenços científics i tecnològics relacionats amb el mateix.

Tot i ser una organització sense ànim de lucre, la Moon Society té un fort èmfasi en la mineria lunar, el turisme, i altres activitats comercials. La seva intenció és dissenyar i implementar la primera base lunar de finançament privat i gestionat, anomenant a l'esforç "Projecte Artemis".
La Moon Society opera sobre la base de l'extensió educativa, la cooperació amistosa, i la col·laboració amb altres grups de defensa espacial. El 22 de maig de 2005, va esdevenir una filial autònoma de la National Space Society. Així mateix, la Mars Society ha col·laborat en una sèrie de fronts amb la Mars Society, malgrat la cultura oficial i de base d'aquest últim, que tendeix a veure la Lluna com una distracció de Mart.

## Simulació 1 de la base lunar Artemis
La Moon Society va celebrar el seu primer exercici de simulació en la Mars Desert Research Station (MDRS) del 25 de febrer al 12 de març de 2006. Vuit investigadors van dur a terme projectes destinats a aprendre sobre els temes dels factors humans relacionats amb una missió cap a la Lluna.

## Publicació afiliada
El Manifest dels miners, que es proporciona amb l'afiliació de la Societat ha cobert temes com conceptes nous de vestit espacial, com els cràters lunars no foscos ens pot preparar per a les expedicions al sistema solar exterior i punts d'interès entre aquí i destinació cap a la Lluna.